# أماندا روان
أماندا روان (بالإنجليزية: Amanda Rowan)‏ هي مصورة أمريكية، ولدت في 3 يناير 1979 في شمال كاليفورنيا في الولايات المتحدة.